# Thomas von Ramm

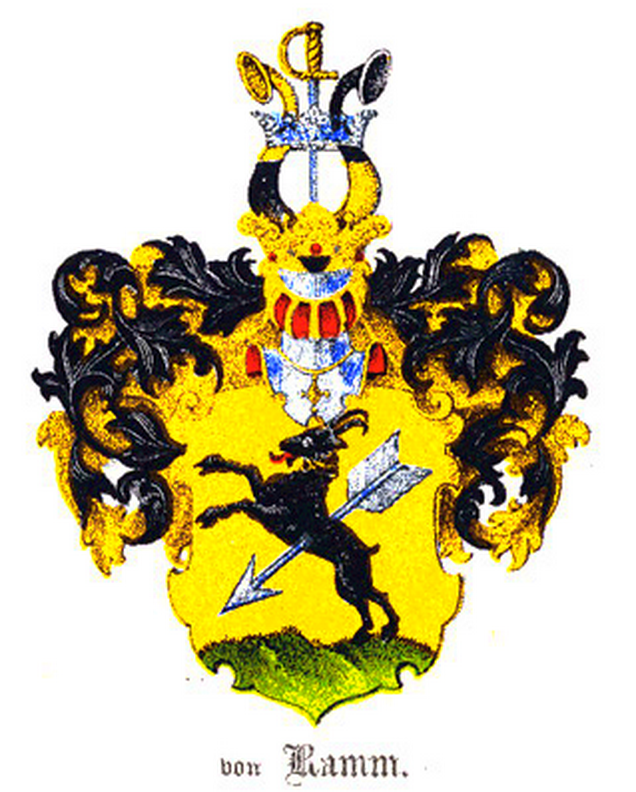
Das von Ramm geführte Adelswappen

Thomas von Ramm († 16. Februar 1631) war ein deutsch-baltischer Bürgermeister von Riga, estländischer Gutsbesitzer und Vizepräsident des Hofgerichts in Dorpat.

## Leben
Ramm war Angehöriger einer deutschen bürgerlichen ratsgesessenen Familie Rigas, die dort seit 1463 urkundlich in Erscheinung trat. Sein Vater war Christofer Ramm († vor 8. März 1572), Münzmeister in der 3. Generation und Ratsherr ebd. Seine Mutter Anna Kroeger (oder Barbara Kröger?) hatte lübische Wurzeln.

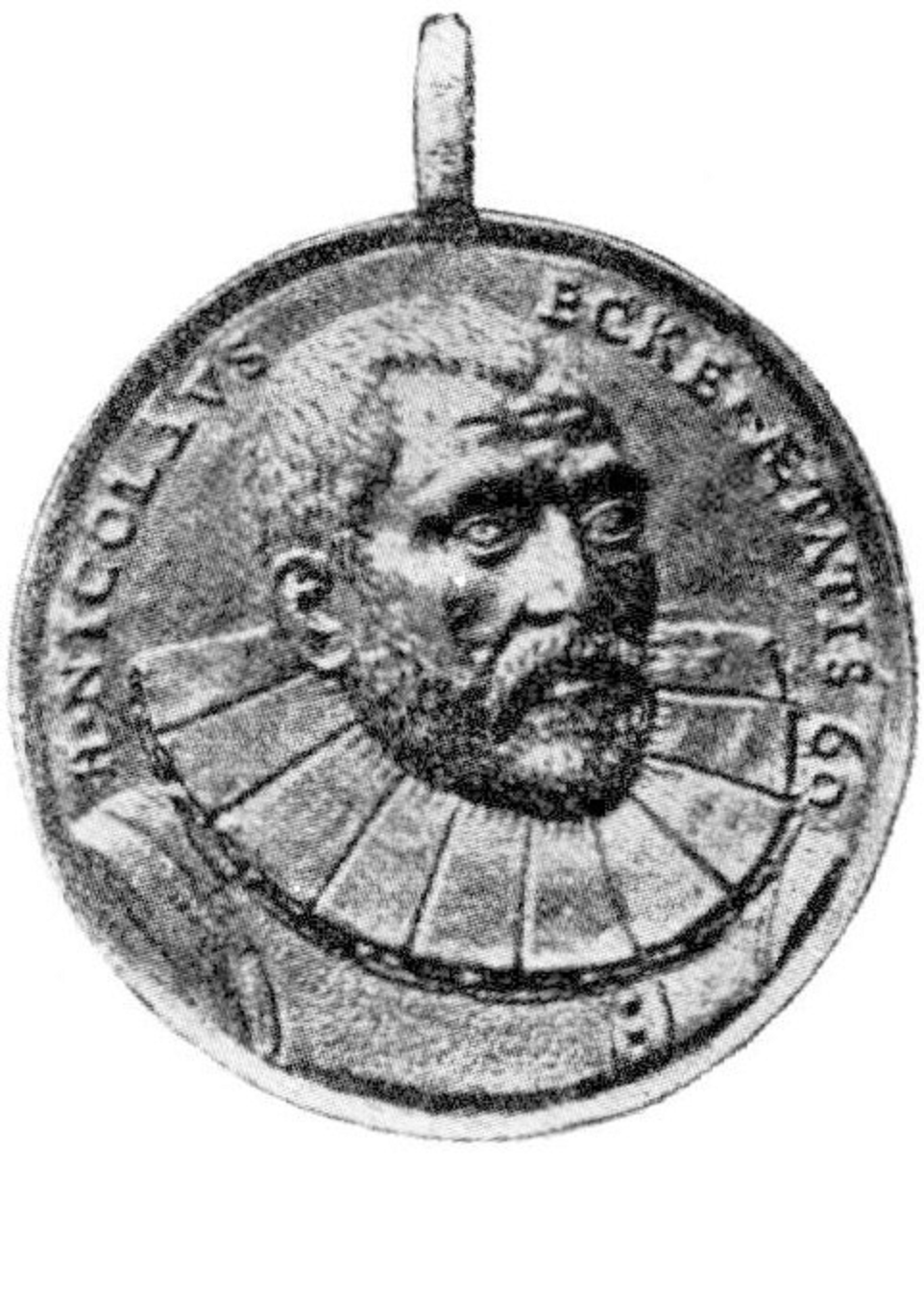
Nikolaus Eck (1541–1623) um 1600, Bürgermeister und Burggraf zu Riga, Schwiegervater Thomas von Ramms

Im Jahre 1600 wurde Ramm Ratsherr in Riga, exilierte jedoch 1606 mit seinem Schwiegervater, dem Bürgermeister und königlichen Burggrafen Nicolaus Eck (1541–1623). 1612 kehrte er auf königlichen Befehl dorthin in allen Würden zurück. Von 1614 bis 1617 war Ramm Stadtvogt, 1618 Gerichtsvogt und dann bis 1619 Obervogt in Riga. Bereits 1616 war er Abgesandter auf dem Reichstag in Warschau und 1618 auf dem Landtag Mitau. Ebenfalls noch zu Beginn des Jahres 1619 wurde er Inspektor der Uexküll-Kirchholmschen Güter. 1620 wurde er nach Wilna zum König gesandt.
Als Bürgermeister leitete Ramm 1621 die Verteidigung während der schwedischen Belagerung und die Unterhandlungen mit König Gustav II. Adolph über Rigas Unterwerfung. Bürgermeister blieb er bis 1631. Wegen seiner der schwedischen Krone geleisteten Dienste bekam Ramm 1622 die Güter Padis und Wichterpal doniert und wurde 1624 in den schwedischen Adelstand gehoben. Er war somit der Stammvater des estländischen Adelsgeschlechts von Ramm.
Er erbte das Haus seines Schwiegervaters in der Sünderstraße in Riga und war ab 1630 Vizepräsident des Hofgerichts in Dorpat.
Ramm war zwei Mal vermählt. In erster Ehe heiratete er um 1595/1600 Anna Eck († vor 1627), Tochter des Rigaer Bürgermeisters Nicolaus Eck (eigentlich Eke; 1541–1623) und der Anna Schulte. Daher war er auch ein Schwager des Rigaer Gerichtsvogtes Rutger (Rötger) zur Horst († 1632) und des Ältesten der Großen Gilde, Joachim Welling (1587–1636).
Eine zweite Ehe schloss er 1627 mit Margaretha von Fahrensbach. Er hinterließ einen Sohn Claus von Ramm († 1684), dessen Nachfahren 1746 bei der Estländischen Ritterschaft immatrikuliert wurden und die Ramm verliehenen Padisschen Güter bis 1919 bewirtschafteten.
Thomas von Ramm wurde am 27. Juni 1632 in Reval begraben.